# ویلیام برگر (هنرپیشه)
ویلیام برگر (آلمانی: William Berger؛ ‏ ۲۰ ژانویهٔ ۱۹۲۸ – ۲ اکتبر ۱۹۹۳) یک بازیگر اهل اتریش بود.
از فیلم‌های معروف او می‌توان به بازی در قاچاق الماس، سرخ و سیاه، همسر شهرآشوب، امروز می‌کشیم، فردا می‌میریم!، ماجراهای هرکول، نامه‌های عاشقانه یک راهبه پرتغالی و پنج زن زیبا برای جشن نیمه پاییز اشاره کرد.